# تاپ‌هیت
تاپ‌هیت (به انگلیسی: Tophit) یک پروژه موسیقی در روسیه است که به توزیع آنلاین آهنگ‌ها و موزیک ویدئوهای جدید به رادیوها و کانال‌های تلویزیونی و همچنین انتشار جدول‌های موسیقی بر اساس میزان پخش در رادیو می‌پردازد.